# Instalife
Pour plus de détails, voir Fiche technique et Distribution.
Instalife, ou Ingrid perd le nord au Québec (Ingrid Goes West), est un film américain réalisé par Matt Spicer et sorti en 2017.
Il a remporté le prix Waldo Salt Screenwriting au Festival du film de Sundance.

## Synopsis
Ingrid Thorburn est une jeune femme fragile psychologiquement et accro à Instagram, fascinée par la vie de rêve de ses influenceuses préférées. Un jour, blessée profondément parce qu'elle n'a pas été invitée au mariage de rêve d'une « amie » Instagram, elle sabote la fête et se retrouve à l'hôpital psychiatrique. Lorsqu'elle en sort, de retour sur son ordiphone après ce dérapage, elle jette son dévolu sur Taylor Sloane, une autre instagrameuse influente et célèbre qui vit en Californie. Ingrid, avec l'argent de l'héritage de sa mère récemment morte, quitte la Pennsylvanie et se rend à Los Angeles, bien décidée à devenir la meilleure amie de Taylor...

## Fiche technique
- Titre : Instalife[1]
- Titre original : Ingrid Goes West
- Titre québécois : Ingrid perd le nord
- Réalisation : Matt Spicer
- Scénario : Matt Spicer, David Branson Smith
- Montage : Jack Price
- Musique : Jonathan Sadoff et Nick Thorburn
- Photographie : Bryce Fortner
- Production : Jared Ian Goldman, Aubrey Plaza, Tim White, Trevor White, Adam Mirels et Robert Mirels
- Sociétés de production : Star Thrower Entertainment, 141 Entertainment et Mighty Engine
- Sociétés de distribution : Neon (États-Unis), LFR Films (France)
- Pays d'origine :  États-Unis
- Langue originale : anglais
- Format : couleurs - 2,35: 1 - Dolby Digital
- Genre : comédie noire
- Durée : 97 minutes
- Dates de sortie : 
  - États-Unis : 20 janvier 2017 (Festival de Sundance) ; 11 août 2017 (sortie limitée)
  - France : 3 septembre 2017 (Festival de Deauville) ; 21 mars 2018 (VàD)

## Distribution
- Aubrey Plaza (VF : Alice Taurand; VQ:	Annie Girard) : Ingrid Thorburn
- Elizabeth Olsen (VF : Zina Khakhoulia; VQ: Magalie Lépine-Blondeau) : Taylor Sloane
- O'Shea Jackson Jr. (VF : Eilias Changuel, VQ: Christian Perrault) : Dan Pinto
- Wyatt Russell (VF : Jean Rieffel, VQ: Frédérik Zacharek) : Ezra O'Keefe
- Billy Magnussen (VF : Pascal Nowak, VQ: Nicholas Savard L'Herbier) : Nicky Sloane
- Pom Klementieff (VF : Audrey Sourdive, VQ: Kim Jalabert) : Harley Chung
- Charlie Wright : Chuck
- Hannah Pearl Utt (VQ: Manon Leblanc) : Nicole
- Vincent van Hinte : caissier
- Megan Griffey : cliente du bar
- Malika Williams (VF : Valérie Even) : l'infirmière
- Angelica Amor (VF : Lola Nedelian) : Cindy
- Meredith Hagner (en) (VF : Audrey Sourdive) : Charlotte
- Tina Lorraine : la thérapeute